# Mairead Corrigan
Mairead Corrigan (conosciuta anche come Mairead Corrigan-Maguire; Belfast, 27 gennaio 1944) è una pacifista britannica, cofondatrice, con Betty Williams, della Community of Peace People, un'organizzazione a favore della pace nel conflitto nordirlandese. Insieme alla Williams, vinse il premio Nobel per la pace nel 1976.

## Biografia
Figlia di un macellaio e di una casalinga. Nata in una famiglia di religione cattolica, studiò alla St Teresa's Prymary School e alla St. Dominc's Grammar school, prima di trovare lavoro come segretaria. Ha iniziato a interessarsi di diritti umani dopo che tre suoi nipoti furono investiti e uccisi da un'automobile, il cui guidatore, un militante del Provisional Irish Republican Army, era stato colpito dal fuoco di un soldato. Fa parte di un movimento pro-life ed è contro l'aborto, la pena di morte e l'eutanasia. Nel 2009 si è schierata contro il Premio Nobel per la pace a Barack Obama.

### Attività
Mairead Corrigan fa parte del comitato di patrocinio del Coordinamento internazionale per il Decennio. Nell'aprile del 2007, ha partecipato a una manifestazione contro la costruzione della barriera di separazione israeliana presso il villaggio palestinese di Bil'in ed è stata colpita da un proiettile di gomma e da gas lacrimogeno.
Nel 2010 è stata coinvolta negli eventi successivi all'Incidente della Freedom Flotilla, nel tentativo da parte della nave Rachel Corrie di violare il blocco israeliano della Striscia di Gaza.

### Premi
Oltre al premio Nobel, nel 1990 Mairead Corrigan ha ottenuto il premio Pacem in Terris, così chiamato per ricordare l'omonima enciclica di Papa Giovanni XXIII. Inoltre, le è stato assegnato il Norwegian People's Prize.